# Ingenieurkammer
Eine Ingenieurkammer ist eine berufsständische Vereinigung von Ingenieuren, die im Regelfall in der Rechtsform einer Körperschaft des öffentlichen Rechts organisiert ist. Die Ingenieurkammern vertreten umfassend die Interessen der Ingenieure, führen meist auch Selbstverwaltungsaufgaben aus und bieten Dienstleistungen für ihre Mitglieder und die Allgemeinheit. Die Aufnahmebedingung ist im Regelfall die Berechtigung den Titel Ingenieur tragen zu dürfen. Der Zuständigkeitsbereich ist unterschiedlich von Allgemeinen Ingenieurkammern für alle Fachrichtungen, bis zu spezialisierten Kammern für Ingenieure des Bauwesens, auch gemeinsame Kammern für Ingenieure und Architekten kommen vor.

## Organisation und Aufgaben
Die Ingenieurkammern in Deutschland und Österreich haben als Organisationen der Selbstverwaltung zumeist freiberuflich tätiger Ingenieure wie beratende Ingenieure und bauvorlageberechtigte Ingenieure unter anderem folgende Aufgaben:
- Regelung der Berufsordnung und des Standesrechts
- Förderung der Zusammenarbeit verschiedener Ingenieurdisziplinen
- Mitwirkung an Gesetzen und Verordnungen, die das Berufsfeld von Ingenieuren betreffen
- Beratung von Politik, Gemeinden und anderen Institutionen bei aktuellen technischen Entscheidungen und Zukunftsaspekten
- Fragen der Ausbildung und Weiterbildung im freien Beruf; Information und fachbezogene Tagungen
- Kontakt zu technischen Hochschulen und Mitwirkung bei der Erstellung von Studienordnungen
- Fragen der Zulassung und von Qualitätskontrollen
- Schlichtung allfälliger Streitigkeiten
- Mitwirkung bei der Erstellung und Überwachung der Gebührenordnung
- Beratung und Unterstützung der Mitglieder bei fachlichen und rechtlichen Fragen, bei Versicherung, Umweltschutz usw.
- Beratung bei beruflicher Verselbständigung

In Deutschland sind die Ingenieurkammern durch Landesgesetze der Bundesländer geregelt. Die Details ihrer Aufgaben variieren daher von Kammer zu Kammer. Während es sich bei einigen Kammern um eine Allgemeine Ingenieurkammer für Ingenieure aller Fachrichtungen handelt, beschränken sich andere Kammern auf Ingenieure des Bauwesens. Auch gemeinsame Kammern für Ingenieure und Architekten kommen vor.
Die meisten Ingenieurkammern unterscheiden zwei Mitgliedergruppen: Pflichtmitglieder, für die – aufgrund ihrer Berufsbezeichnung als „Beratender Ingenieur“ oder aufgrund von anderen gesetzlichen Regelungen wie der Pflichtmitgliedschaft für bauvorlageberechtigte Ingenieure im Saarland – die Mitgliedschaft in der Kammer verpflichtend ist, sowie die freiwilligen Mitglieder, die nicht gesetzlich zur Mitgliedschaft verpflichtet sind.
Grundlage für die Tätigkeit der Ingenieurkammern sind die jeweiligen Landesgesetze, in der Regel Ingenieur- oder Baukammerngesetze wie z. B. das Baukammerngesetz NRW.

## Bundesingenieurkammer
Die Bundesingenieurkammer vertritt die gemeinschaftlichen Interessen ihrer Mitglieder, der 16 Länderingenieurkammern, auf Bundes- und Europaebene und formuliert die Auffassungen des Berufsstandes, insbesondere der Beratenden Ingenieure, gegenüber der Allgemeinheit. Die Bundesingenieurkammer tritt für einheitliche Berufsbilder und Regelungen zur Berufsausübung für Ingenieure in Deutschland und der Europäischen Union ein. Darüber hinaus unterstützt sie die Länderingenieurkammern bei der Erfüllung ihrer gesetzlichen Aufgaben und fördert die Zusammenarbeit und den Erfahrungsaustausch zwischen den Mitgliedskammern. Die Bundesingenieurkammer wird von einem siebenköpfigen Vorstand geführt; Präsident der Bundesingenieurkammer ist seit Oktober 2020 Heinrich Bökamp. Sitz der Bundesingenieurkammer ist Berlin.
Seit dem 5. Dezember 2007 wird von der Bundesingenieurkammer die Auszeichnung Historisches Wahrzeichen der Ingenieurbaukunst in Deutschland verliehen. Diese wird für herausragende Werke des Ingenieurbaus in der Bundesrepublik Deutschland verliehen und von der Bundesregierung gefördert und finanziell unterstützt.

## International
Vergleichbare Vereinigungen außerhalb des deutschen Sprachraums, teils auch mit internationaler Ausrichtung sind z. B.:
- Royal Academy of Engineering (Großbritannien)
- American Society of Civil Engineers (USA)